# Lerheimia
Lerheimia är ett släkte av tvåvingar. Lerheimia ingår i familjen fjädermyggor.
Kladogram enligt Catalogue of Life:
| Lerheimia | \| \| Lerheimia aviculata \| \| \| \| \| \| Lerheimia scopulata \| \| \| \| \| \| Lerheimia villangulata \| \| \| \| |
|           | \| \| Lerheimia aviculata \| \| \| \| \| \| Lerheimia scopulata \| \| \| \| \| \| Lerheimia villangulata \| \| \| \| |
|           | Lerheimia aviculata                                                                                                  |
|           | |
|           | Lerheimia scopulata                                                                                                  |
|           | |
|           | Lerheimia villangulata                                                                                               |
|           | |